# Origgio
Origgio är en kommun i provinsen Varese i den italienska regionen Lombardiet, ungefär 20 kilometer nordväst om Milano. Kommunen hade 7 880 invånare (2018) och gränsar till kommunerna Caronno Pertusella, Cerro Maggiore, Lainate, Nerviano, Saronno och Uboldo.
Maratonlöparen Carlo Airoldi föddes i Origgio.